# William Barton Rogers
William Barton Rogers (Virginia, 7 de diciembre de 1804-Boston, 30 de mayo de 1882) es más conocido por establecer, abogar e incorporar los principios de fundación del Instituto de Tecnología de Massachusetts (MIT) en 1861.
Rogers se graduó de la Universidad William and Mary y de la cátedra de filosofía natural y de química entre los años de 1828 hasta 1835. Desde aquel entonces sirvió como profesor de filosofía en la Universidad de Virginia hasta 1853 cuando dimitió en protesta de que la Universidad de Virginia concediera grados del honoris causa a la legislatura del estado de Virginia.
A partir de 1861 hasta 1870 sirvió como presidente del MIT.
Aunque Rogers se retiró de esta posición debido al deterioro de su salud, por necesidad él volvió a la oficina en 1878; un año después también asumiría la presidencia de Academia Nacional de Ciencias de Estados Unidos y continuó hasta 1881. Murió después de derrumbarse durante un discurso en los diplomados del MIT en 1882.